# Tiglat-Pileser II
Tiglat-Pileser II was koning van Assyrië van 967 v.Chr., toen hij zijn vader Assur-resh-ishi II opvolgde, tot zijn dood in 935 v.Chr.. Zijn opvolger was zijn zoon Ashur-dan II.
De Arameeërs drongen in zijn tijd door tot de streek rond Nisibin, halverwege tussen de Khabur en de Tigris. De Assyrische koning was niet is staat om hen een halt toe te roepen.
Nabu-mukin-apli is volgens de Synchronistische Kroniek zijn tijdgenoot op de Babylonische troon en deze heeft vrijwel zeker te maken met hetzelfde soort problemen. 